# Grand Conseil coutumier
 (février 2025).
Le Grand Conseil coutumier des populations amérindiennes et bushinenges (GCCPAB) est un comité consultatif de représentants autochtones et marrons auprès de la collectivité territoriale de Guyane.

## Histoire
En juin 2008, un amendement déposé par Georges Othily crée un Conseil consultatif des populations amérindiennes et bushinenges, qui n'est toutefois pas fonctionnel, ne disposant d'aucun budget ni autonomie. À la suite de l'affaire du couachi et de la négociation de la loi pour la reconquête de la biodiversité, de la nature et des paysages, en 2017 Chantal Berthelot dépose un amendement qui crée le Grand Conseil coutumier, placé sous la tutelle de la préfecture.